# Batres
Batres è un comune spagnolo di 1.432 abitanti situato nella comunità autonoma di Madrid.

## Società

### Evoluzione demografica
La popolazione di Batres nel 2008 era di 1.432 abitanti (INE). La sua evoluzione nell'ultimo decennio ha mostrato una crescita piuttosto costante, come evidenziato dalla tabella che segue:
| 1996 | 1998 | 1999 | 2000 | 2001 | 2002  | 2003  | 2004  | 2005  | 2006  | 2007  | 2008  |
| ---- | ---- | ---- | ---- | ---- | ----- | ----- | ----- | ----- | ----- | ----- | ----- |
| 639  | 730  | 787  | 844  | 920  | 1.047 | 1.244 | 1.316 | 1.373 | 1.417 | 1.403 | 1.432 |

NOTA: il dato 1996 è riferito al primo maggio, mentre gli altri al primo gennaio. Fonte: INE